# McIntosh Laboratory
McIntosh Laboratory é uma fabricante norte-americana de equipamentos de áudio de alto padrão, sediada em Binghamton, no estado de Nova Iorque. É subsidiária do McIntosh Group, que em novembro de 2024 foi adquirida pela Bose Corporation, outra empresa norte-americana de áudio.
A empresa foi cofundada em 1949 por Frank H. McIntosh e Gordon Gow. A McIntosh Labs projeta e fabrica amplificadores de áudio, sintonizadores estéreo, alto-falantes, toca-discos, tocadores de música em rede, processadores e outros produtos de áudio. Embora dispositivos de estado sólido componham boa parte da linha McIntosh, entusiastas de áudio veneram especialmente o som "quente" dos amplificadores valvulados da companhia. Alguns de seus amplificadores valvulados estão entre os melhores já criados para uso doméstico e em home theater. Seu "Unity Coupled Circuit", patenteado na fundação da marca, ainda é usado em produtos como o amplificador MC275, cujas válvulas de vácuo—presente em muitos itens da empresa—contribuem para conferir uma sensação calorosa e autêntica ao som. “McIntosh transformers are hand-wound in house as they've always been”, segundo o presidente da McIntosh, Charlie Randall. Muitos dos funcionários que trabalham na fábrica de Binghamton estão lá há décadas; o quadro abrange aproximadamente 170+ pessoas (dados de junho de 2022).
Os produtos de áudio McIntosh costumam ser identificados por seus painéis frontais de vidro preto (desde cerca de 1960), icônicos VU meters azuis (desde cerca de 1974), e seu logotipo gótico característico. A fachada da fábrica da McIntosh exibe vidro escuro com janelas azuis, em sincronia com a estética tradicional da marca.

## História da empresa e destaques
Frank H. McIntosh e Gordon Gow fundaram a McIntosh em 1949. A empresa originalmente se localizava em Silver Spring, Maryland, mas mudou-se para Binghamton, Nova Iorque, em 1951.
Dave O'Brien entrou na McIntosh em 1962. Liderou as “McIntosh Amplifier Clinics” pelos 29 anos seguintes. Dave aposentou-se em 11 de junho de 1999, após 38 anos de atuação na McIntosh.
Em 1965, amplificadores McIntosh foram usados para sonorizar o discurso de posse do presidente Lyndon B. Johnson.
A McIntosh criou uma divisão de caixas acústicas em 1967.
Seus amplificadores foram utilizados no festival de música Woodstock em 1969. Foi preciso um conjunto de vinte amplificadores valvulados MC3500 para alimentar as caixas JBL no evento, para um público de mais de 400 000 pessoas. Segundo lendas urbanas, era preciso resfriar esses amplificadores com gelo nos quentes dias de agosto para evitar o superaquecimento; no entanto, o presidente da McIntosh Laboratory Inc, Charlie Randall, descarta tal história como folclore, argumentando que qualquer gelo colocado ali teria derretido rapidamente e causado falhas elétricas.
Em 23 de março de 1974, o "Wall of Sound" do Grateful Dead foi inaugurado no Cow Palace, em Daly City, Califórnia, utilizando quarenta e oito amplificadores MC2300 (modelos transistorizados de 300 WPC, que podiam ser usados em configuração monobloco de 600 W) para atingir um total de 28 800 watts de potência para um sistema de caixas com mais de 30 metros de largura e três andares de altura.
Em outubro de 1977, Gordon Gow tornou-se presidente e diretor executivo quando o sr. McIntosh se aposentou. O sr. McIntosh vendeu suas ações para a alta administração e alguns investidores fiéis à marca. Ele continuou recebendo salário como consultor e mudou-se de Endicott, Nova Iorque, para Scottsdale, Arizona.

### Anos japoneses

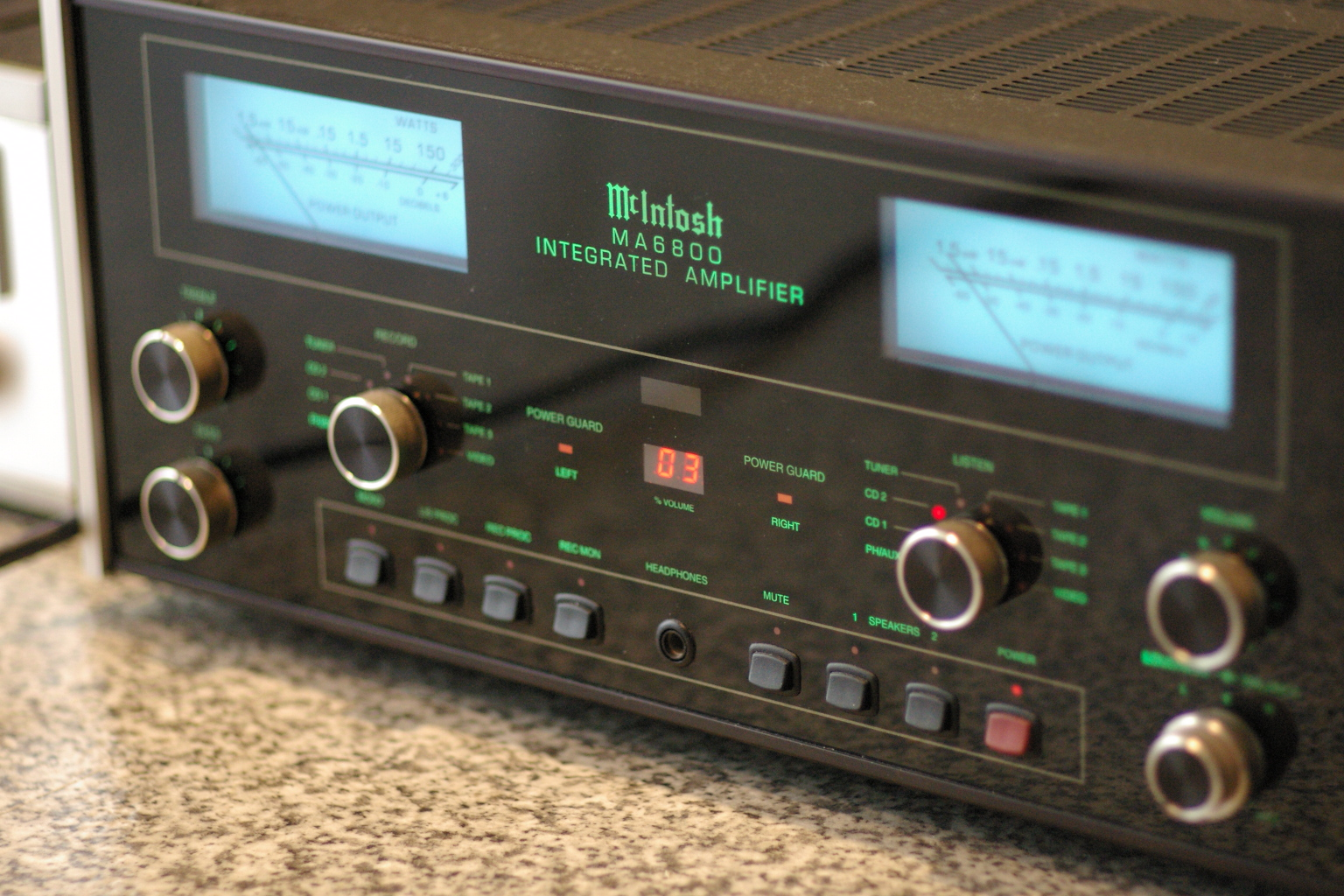
McIntosh MA6800 amplificador integrado

Após uma longa história de sucesso global, a empresa entrou em dificuldades e acabou sendo adquirida pela Clarion em 1990 por 28,6 milhões de dólares. A McIntosh, especialmente seus modelos valvulados antigos, despertou grande admiração no Japão. Em discurso após a aquisição, o presidente da Clarion, Yutaka Oyamada, declarou aos funcionários da McIntosh: “Gostamos da McIntosh como ela é, e não pretendemos alterar o que a fez tão bem-sucedida”. Após a compra pela Clarion, a McIntosh expandiu-se para o áudio automotivo e home theater.
Em maio de 2003, a Clarion vendeu a McIntosh Laboratory para a D&M Holdings, também do Japão, que manteve a engenharia, o design e as divisões funcionando de forma independente.

### Anos italianos e retorno aos Estados Unidos
Em 8 de outubro de 2012, a Fine Sounds SpA de Milão, Itália, anunciou a compra da McIntosh. Em maio de 2014, o CEO da Fine Sounds Group, ao lado do presidente da McIntosh Labs, liderou um “management buyout” do grupo Fine Sounds, que pertencia então à empresa de investimentos italiana Quadrivio Investment Group.
A Fine Sounds Group passou a se chamar McIntosh Group e mudou sua sede de Milão para Nova Iorque. A McIntosh Group funciona como controladora das marcas McIntosh Laboratory, Sonus Faber, Sumiko Phono Cartridges, Fine Sounds Americas, Fine Sounds BeNelux e Fine Sounds U.K. Também firmou parceria entre Sonus Faber e Maserati, assim como entre McIntosh Audio e Jeep. Jeff Poggi e Charlie Randall tornaram-se co-CEOs do McIntosh Group em 2017. Daniel Pidgeon é o CEO atual do McIntosh Group (desde junho de 2022).
Charlie Randall ocupa a presidência da McIntosh Laboratory desde 2001.
O fundo de investimento privado Highlander Partners, sediado em Dallas, adquiriu o McIntosh Group (que inclui a McIntosh Laboratory) em junho de 2022. A McIntosh Laboratory faturou US$25 milhões em 2021 e US$42 milhões em 2022. Em 19 de novembro de 2024, a Highlander Partners anunciou a venda do McIntosh Group à Bose Corporation por valor não divulgado.

## Outros fatos sobre a McIntosh
Apple and the Apple logo are registered

trademarks of Apple Computer, Inc.

Macintosh is a trademark of McIntosh

Laboratory, Inc. and is being used with

express permission of its owner.

Label on the back of the

Macintosh Plus 1Mb computer

- O cofundador da Apple, Steve Jobs, firmou um acordo com o presidente da McIntosh, Gordon Gow, para poder usar o nome “Macintosh” na linha de computadores pessoais da Apple. Embora as marcas tenham grafias diferentes, soavam parecidas ao pronunciar, e o acordo exigia a colocação de um adesivo na parte traseira do Macintosh Plus 1MB a partir de março de 1983. Em março de 1986, a Apple obteve os direitos de uso exclusivo do nome Macintosh em troca de uma quantia substancial não divulgada.[47][48]
- Em 2002, a McIntosh desenvolveu o riser mount radio para Harley-Davidson. Vendido via concessionárias Harley, podia ser instalado em vários modelos que não vinham com sistema de áudio de fábrica.[6]
- Em 7 de novembro de 2017, os fundadores Frank McIntosh e Gordon Gow foram incluídos postumamente no Consumer Technology Hall of Fame em cerimônia no Rainbow Room, em Nova Iorque. A honraria é concedida a quem deixa impacto significativo no setor de tecnologia, com produtos e inovações que melhoram a vida em todo o mundo.[18][49]
- O World of McIntosh Experience Center era um “showroom” de cerca de 1 100 m² e cinco andares no bairro SoHo de Nova Iorque, aberto a visitas de 2015 a 2021, onde funcionava como vitrine de produtos McIntosh, além de sediar eventos particulares, exibições artísticas e apresentações.[50] Em 21 de setembro de 2023, foi inaugurada uma nova moradia de cerca de 1 000 m² chamada The McIntosh House of Sound, no bairro de Chelsea, que, a exemplo do antigo Experience Center, serve para exibir produtos da McIntosh, Sonus faber, Pro-Ject, Rotel e Sumiko, entre outros.[51][52]
- Além de celebridades do passado como Howard Hughes,[53] George Harrison[54] e Jerry Garcia,[55] alguns artistas e audiófilos que hoje utilizam McIntosh em suas residências incluem John Mayer, The Rolling Stones, Paul McCartney,[54] Jimmy Fallon, Tom Cruise e Bob Weir.[56][57][58][59]

## Produtos

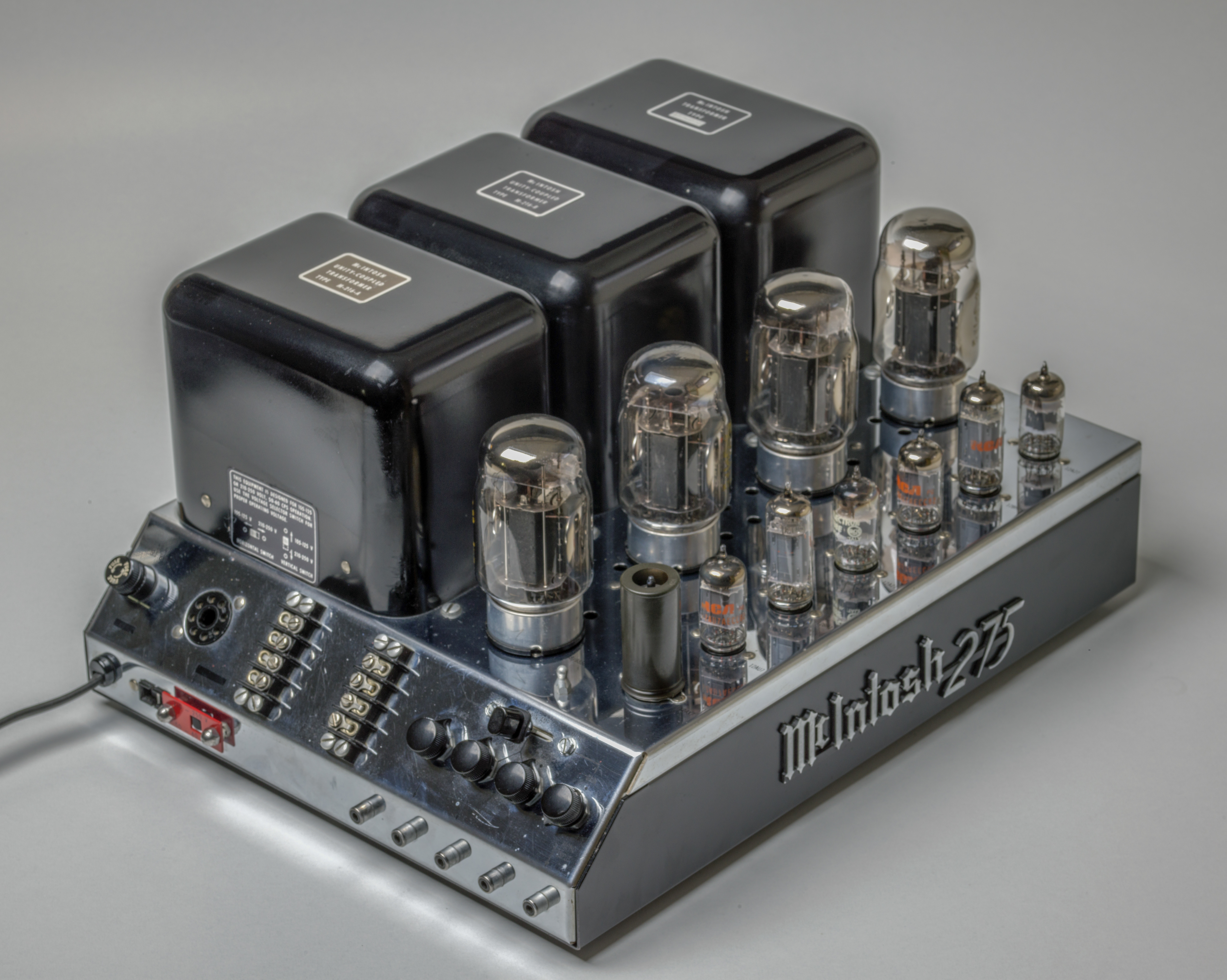
MC275 (Versão europeia com chave 220/110 V (vermelha))

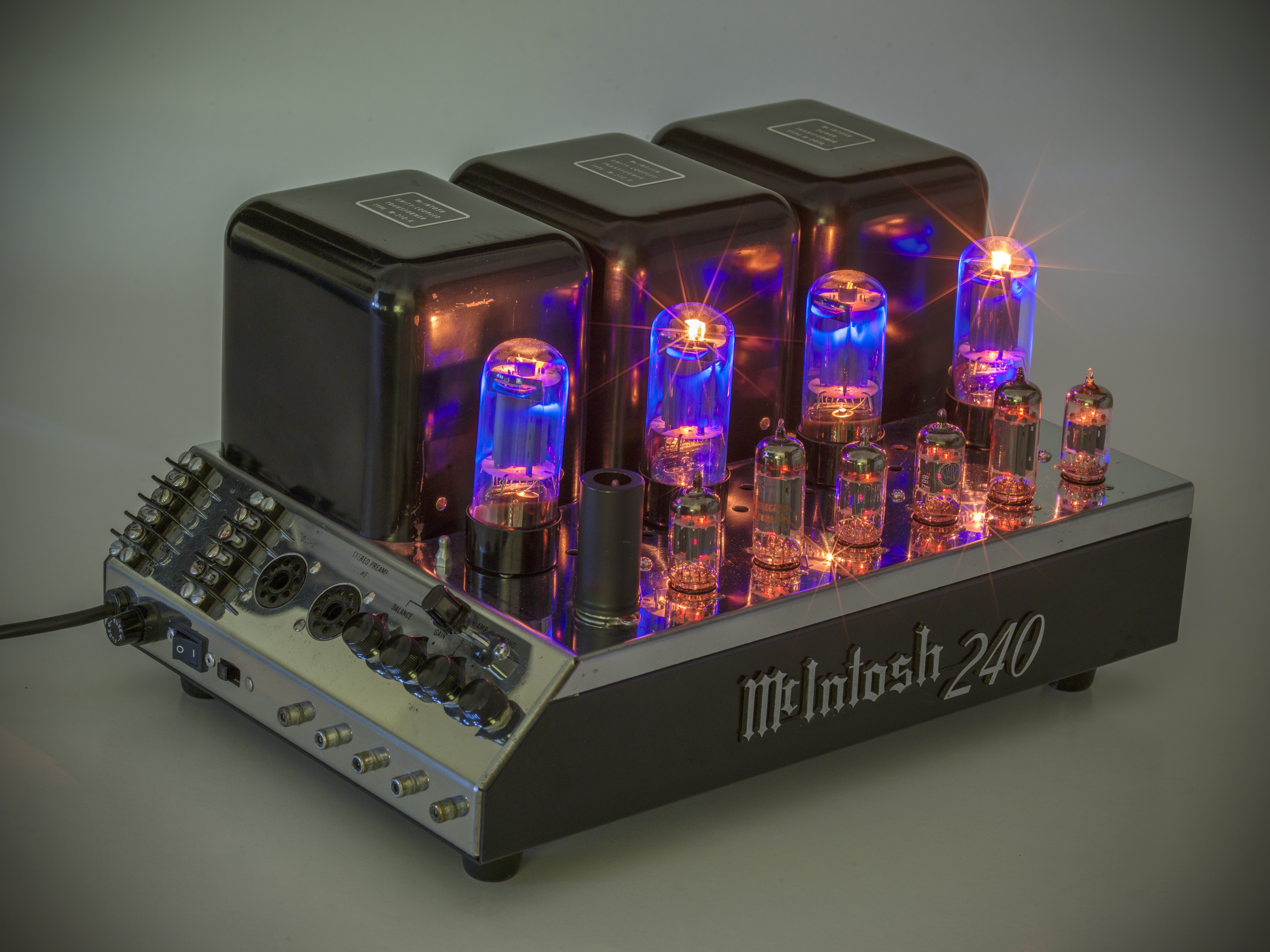
MC240, versão inicial de 1961 (exposição longa)

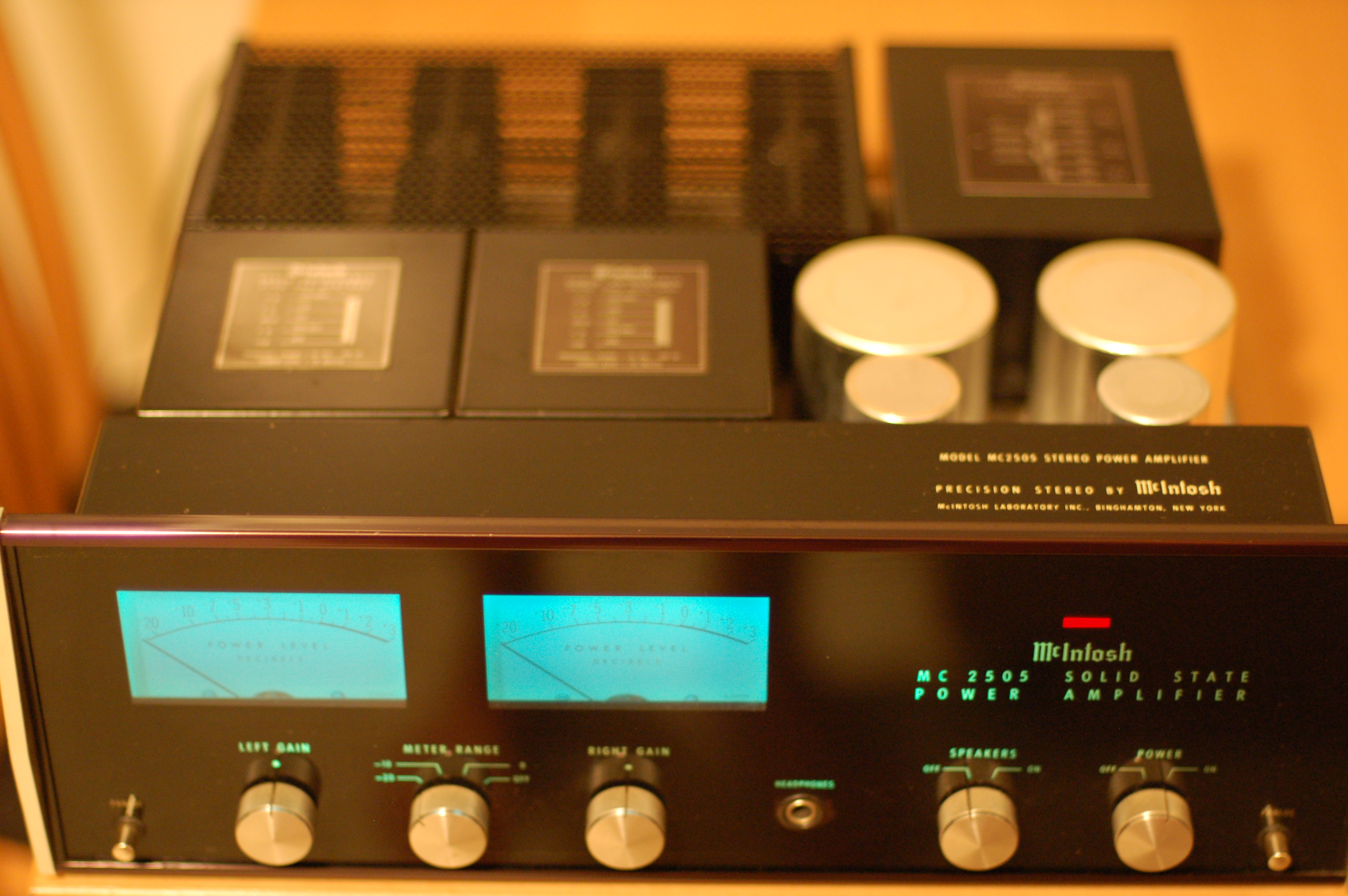
Amplificador de potência estéreo MC2505 transistorizado

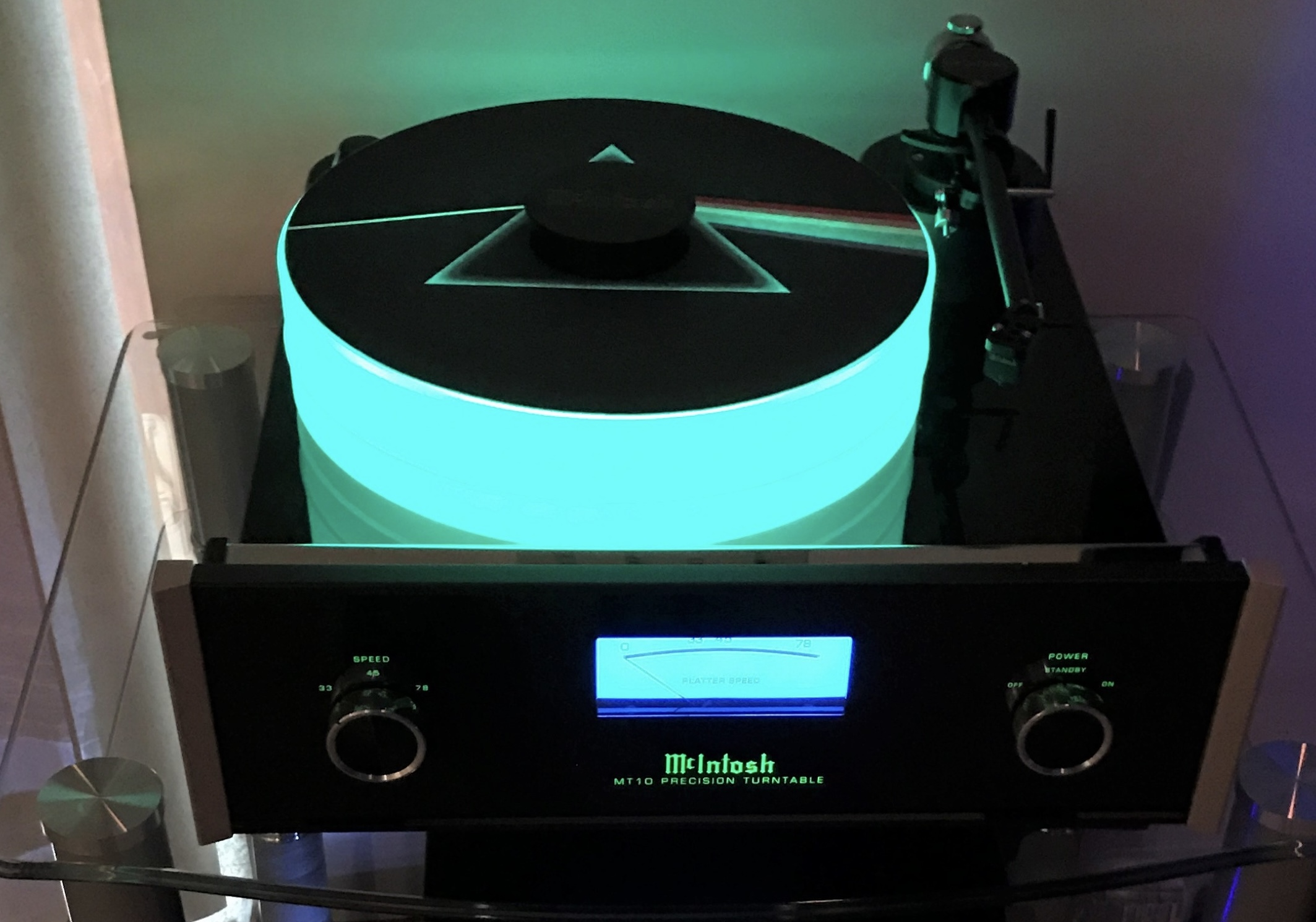
Toca-discos de precisão MT10 da McIntosh

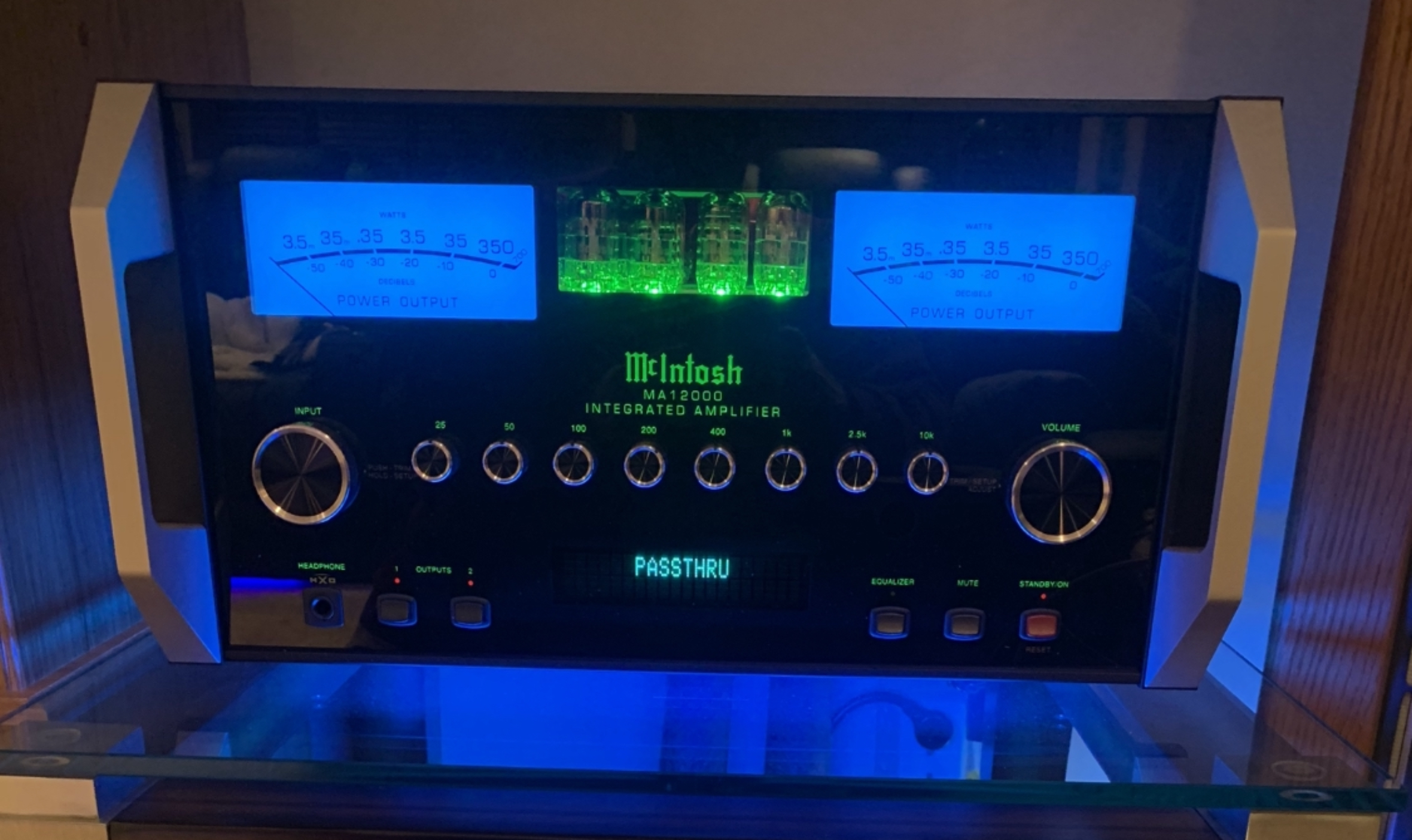
MA12000, 350 WPC, amplificador integrado híbrido (válvulas / transistores)

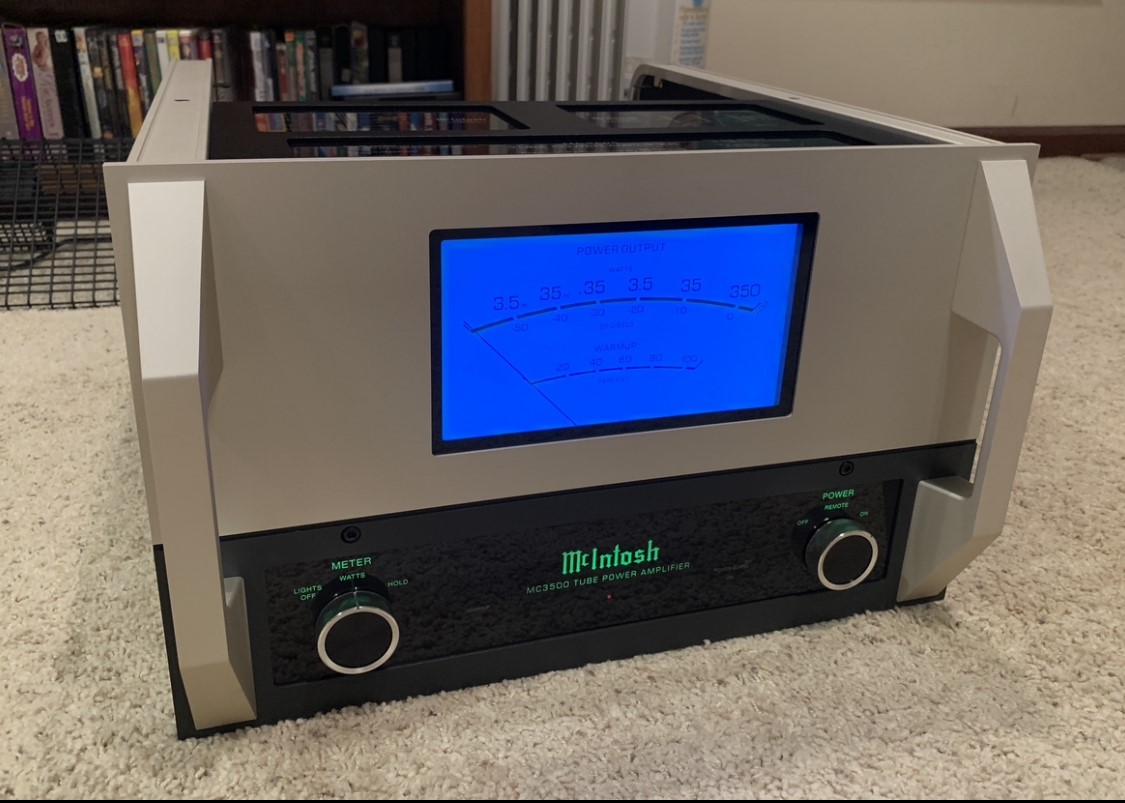
Amplificador valvulado MC3500 MkII (350 W) comemorativo dos 50 anos de Woodstock

| Ano       | Produtos selecionados                                                                      |
| --------- | ------------------------------------------------------------------------------------------ |
| 1949      | Amplificador de potência valvulado Unity Coupled 50W-1                                     |
| 1950      | AE-1 pré-amplificador                                                                      |
| 1953      | A116 power amplifier, C108 pré-amplificador                                                |
| 1954      | MC30 power amplifier, C4 pré-amplificador                                                  |
| 1957      | MR55 AM-FM tuner                                                                           |
| 1960      | MC240 amplificador de potência estéreo                                                     |
| 1961      | MC275 amplificador de potência estéreo                                                     |
| 1962      | MX110 sintonizador-pré-amplificador                                                        |
| 1963      | MR67 sintonizador                                                                          |
| 1963      | MR71 sintonizador                                                                          |
| 1964      | C24 pré-amplificador                                                                       |
| 1965      | MC250 amplificador transistorizado, MAC1500 receiver                                       |
| 1967      | MC2100, MC2105, MC2505 amplificadores transistorizados                                     |
| 1968      | MX112 sintonizador-pré-amplificador                                                        |
| 1968      | MC3500 amplificador valvulado                                                              |
| 1970      | Linha de alto-falantes ML1, ML2, ML4                                                       |
| 1971      | MC2300 amplificador de potência                                                            |
| 1972      | MR78 sintonizador                                                                          |
| 1980      | MC2500 amplificador de potência, caixa acústica XRT20                                      |
| 1985      | MCD7000 CD player                                                                          |
| 1999-2000 | MC2000 Edição de 50º Aniversário (1949–1999)                                               |
| 2003      | MC501 monobloco                                                                            |
| 2004      | MC275 Mark V, XLS alto-falantes                                                            |
| 2006      | MC2KW, 2000 WPC, 3-chassis Quad Balanced Amp                                               |
| 2008      | MT10 toca-discos de precisão                                                               |
| 2017      | MC1.25KW, 1200 WPC amplificador Single Chassis Quad Balanced                               |
| 2019      | MA352, 200 WPC híbrido (válvula/transistor) amplificador integrado                         |
| 2019      | MC3500 MkII, amplificador valvulado mono de 350 WPC (comemorativo de 50 anos de Woodstock) |
| 2020      | MX123 A/V Processor                                                                        |
| 2020      | MA12000, 350 WPC híbrido (válvula/transistor) amplificador integrado                       |
| 2023      | MC451, híbrido (válvula/transistor) integrando 150/300 WPC                                 |

### Produtos mais notáveis
- 1949: Amplificador valvulado Unity Coupled 50W1 Power Amplifier.[60]
- 1955: Pré-amplificador C8 Audio Compensator[61]
- Final da década de 1960: MC 2505, primeiro amplificador transistorizado a usar tecnologia Autoformer.[60]
- Final da década de 1960: MC 3500 amplificador valvulado, 350 WPC.[25]
- Início dos anos 1970: MC 2300 Amplificador de potência, 300 WPC.
- Início dos anos 1980: MC 2500 amplificador de potência, 500 WPC e Power Guard, similar ao MC 2300.
- Por volta de 1990: MC 2600 amplificador de potência, 600 WPC e Power Guard, versão final no chassi do MC 2300.
- Por volta de 1990: MC 7300, 300 WPC e bem menor que o MC 2300.
- Por volta de 2006: MC2KW, 2.000 WPC, 3-chassis Quad Balanced Amp.[62]
- Por volta de 2008: MT10 Precision Turntable.[63]
- Por volta de 2017: MC1.25KW, 1200 WPC, Quad Balanced Amplifier em chassi único.[64]
- Por volta de 2019: MA352 amplificador integrado híbrido.[65]
- Por volta de 2019: MC3500 MkII amplificador mono valvulado 350 WPC em comemoração aos 50 anos de Woodstock.[66]
- Por volta de 2020: MA12000, amplificador integrado híbrido (válvula/transistor) 350 WPC (o mais potente integrado híbrido da McIntosh até hoje).[67]
- Por volta de 2023: MC451, amplificador híbrido (válvula/transistor) 150/300 WPC.[68]
- Por volta de 2023: PS2k subwoofer ativo[69]

## Prêmios da McIntosh (destaques)
- 03/09/2013: Pré-amplificador digital D100 recebe o prêmio “HIGHLY RECOMMENDED” da AVforums.com.[70]
- 02/04/2015: MA8000 Amplificador Integrado é eleito “Best Amplifier” pela Hi-Fi World.[71]
- 05/06/2015: MA8000 é nomeado “High End Stereo Amplifier of the Year” pela Lyd & Bilde.[72]
- 25/11/2015: MA5200 Integrado recebe o prêmio “Diapason d'Or”.[73]
- 09/12/2015: MC452 e C2500 ganham prêmio da revista Sound+Image.[74]
- 10/02/2016: Pré-amplificador C1100 recebe o “Stereo Sound Grand Prix Award”.[75]
- 24/02/2016: Leitor SACD/CD MCD550 é nomeado “Product of the Year” pela HiFi Review.[76]
- 03/03/2016: MC152 é eleito “Best Amplifier” pela HiFi World.[77]
- 15/12/2016: RS100 Wireless Speaker recebe “Diapason d'Or” Hi-Fi Award.[78]
- 08/02/2017: Amplificador valvulado MC275 e pré-amplificador valvulado C22 ganham “Editor's Choice” da revista The Absolute Sound.[79]
- 02/06/2017: Leitor SACD/CD MCD550 recebe “Outstanding Product Award” pela The Speaker Shack.[80]
- 02/08/2017: Toca-discos MT5 ganha “Top Quality” da Fedelta del Suono.[81]
- 15/11/2017: MC1.25KW Amplifier e MA9000 Integrated Amp ganham “Grand Prix” da Stereo Sound.[82]
- 17/11/2017: MA8900 Integrado recebe “Diapason d'Or”.[83]
- 11/01/2019: MA9000 Integrated Amplifier é “Product of the Year” pela SoundStage! Network.[84]
- 13/12/2019: MC312 Amplifier é eleito “Best Stereo Power Amplifier of 2019” pela Secrets of Home Theater and High Fidelity.[85]
- 01/01/2020: MCD600 SACD/CD Player escolhido “Product of the Year” pela revista polonesa Hi=Fi i Muzyka.[86]
- 24/01/2020: Toca-discos integrado MTI100 recebe “Product of the Year 2019” pela Audiophile Apartment.[87]
- 01/12/2020: MA352 integrado híbrido é eleito “Best Hybrid Amplifier 2020” pela Hi-Fi World.[88]
- 10/12/2020: C53 preamplificador estéreo é “2020 Best High-End Stereo Preamplifier” pela Secrets of Home Theater and High Fidelity.[89]
- 08/06/2021: MA12000 híbrido recebe “Applause” da StereoNET UK.[90]
- 02/12/2021: MA12000 híbrido recebe “Reference” da revista francesa Haute Fidelite.[91]
- 08/12/2021: MHA200 valvulado para fones é “Headphone Amplifier of the Year” pela HiFi+.[92]
- 13/12/2021: MA12000 híbrido recebe “2021 Grand Prix” da Stereo Sound.[93]
- 22/12/2022: MC3500 valvulado ganha “2022 Grand Prix” da Stereo Sound.[94]
- 04/01/2023: MC451 amplificador Dual Mono homenageado no CES 2023 “Innovation Award”.[95]
- 17/01/2023: MA8950 é escolhido “Editor's Choice” como melhor amplificador estéreo high-end pela AVS forums.[96]
- 26/01/2023: MHA200 valvulado para fones recebe “Editor's Choice” como melhor produto high-end pela AVS forums.[97]
- 23/03/2023: MX123 e MC257 ganham “Best Home Theater A/V Processor and Amplifier” da Robb Report.[98]
- 14/05/2023: Conjunto pré-amplificador estéreo C12000 (válvula e transístor) e amplificador valvulado MC3500 MkII são nomeados “Stereo Pre-power Amplifiers of the Year” pela What Hi-Fi Magazine.[99]

## Concorrência e valor
Na categoria de receptores e amplificadores valvulados da década de 1970, a competição de produtos de áudio incluía Dynaco, Fisher Electronics, H.H. Scott, Inc., Sherwood, Marantz, Luxman, Sansui Electric, Audio Research, Sequerra, Harman Kardon e Phase Linear (transistor).
Dos anos 1980 a meados de 2000, o mercado se comparava a Bob Carver, Sunfire, Conrad Johnson, Mark Levinson Audio Systems, Technics, Akai, Accuphase, Pioneer Elite, NAD Electronics, Audio Research, Adcom, Bang & Olufsen, Scientific Audio Electronics (SAE), Yamaha, Onkyo, Marantz, Denon, Harman Kardon e Sony (série ES).
Atualmente, Mark Levinson, PS Audio, Audio Research, Jeff Rowland, Manley Laboratories, Accuphase, Allnic Audio, MBL, McGary, Naim Audio, Anthem, Adcom, Emotiva, Trinnov, Integra, Marantz, NAD Electronics, Scientific Audio Electronics (SAE), Hegel, Immersive Audio Technologies (StormAudio), Bryston Audio, Krell Industries, Parasound e Dan D'agostino são exemplos de marcas contemporâneas de áudio high-end que competem com a McIntosh. Para o colecionador histórico de áudio, a McIntosh é a mais valorizada em termos de preços de mercado. “Após 66 anos de atividades, a McIntosh é a rocha do high end. Seus produtos são sempre competitivos em termos de qualidade sonora, geralmente têm confiabilidade superior à média e seu valor de revenda está entre os melhores do setor”, diz Jeff Fritz, da SoundStage! Ultra.

## Áudio automotivo

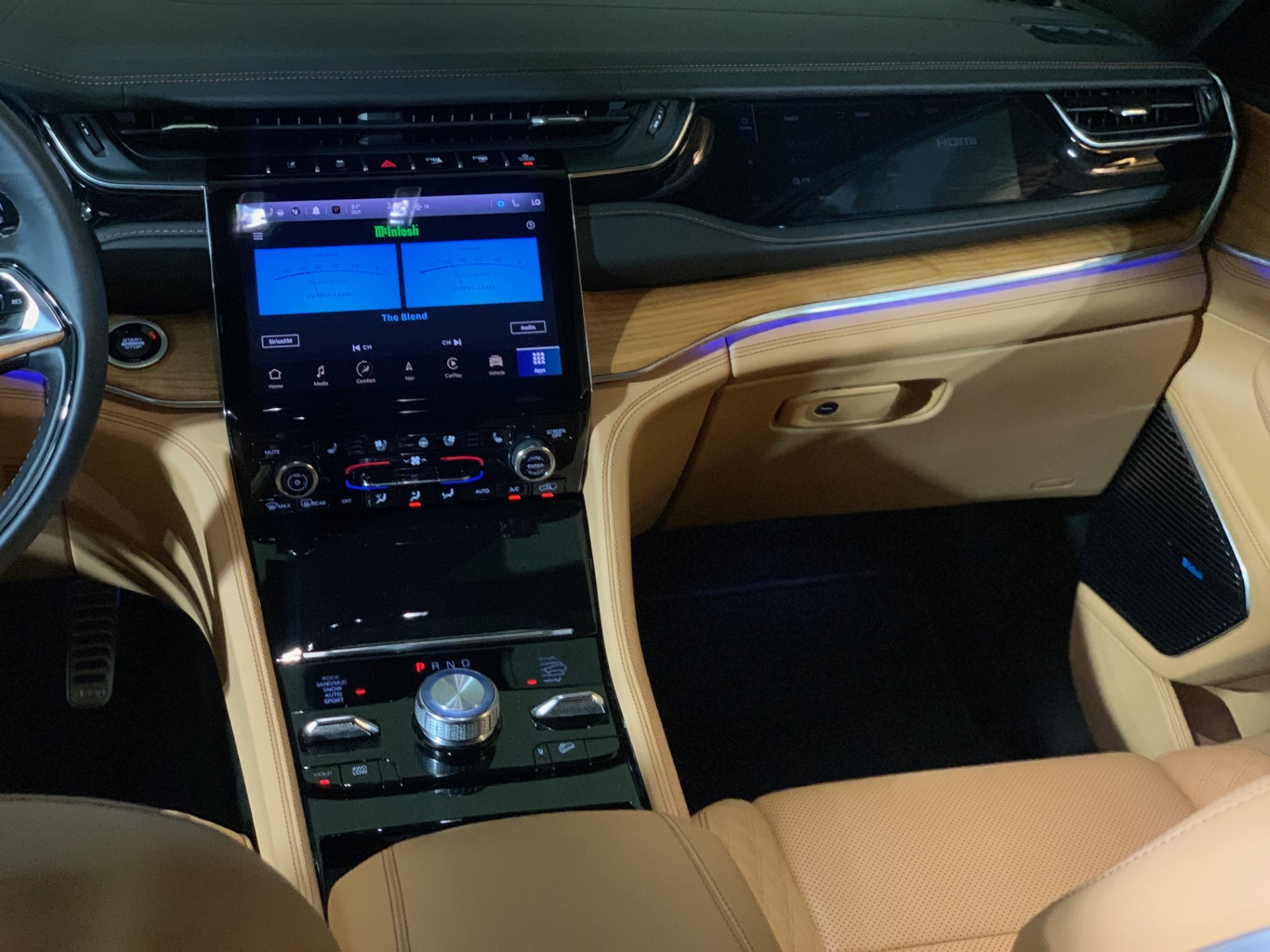
Sistema MX 950 de referência McIntosh em um Jeep Grand Cherokee L Summit Reserve 2023, com 19 alto-falantes, 950 watts e subwoofer de 10"

No fim dos anos 1990 e início dos 2000, alguns carros saíam de fábrica com sistemas de som McIntosh, como BMW, modelos Subaru Legacy e Outback (a partir da plataforma Legacy BH & BE) e a edição de 100º aniversário do Ford GT (entre 2005–2006). Alguns modelos dispunham de CD changer, CD/AM/FM e um DAC externo. Características exclusivas, como o “Fast Responding Wattmeter” e o circuito patenteado “Power Guard”, diferenciavam seus amplificadores; vários modelos ofereciam de 75 a 2 000 watts, divididos em um a seis canais. Fontes de alimentação de alta qualidade, topologias de circuitos potentes e entradas balanceadas compunham cada amplificador. No fim da cadeia, a McIntosh produzia alto-falantes com dimensões padrão de 5+1⁄4″ e 6+1⁄2″. Todos eram finalizados à mão, com painéis frontais de vidro preto, característicos da McIntosh.
Atualmente, a McIntosh car audio ressurgiu no catálogo da marca.
Em 3 de setembro de 2020, foi anunciado o primeiro sistema “Reference” automotivo da McIntosh, integrado ao conceito do Jeep Grand Wagoneer, marcando o retorno do grande SUV de luxo norte-americano. O McIntosh MX1375 Reference Entertainment System e o MX950 Entertainment System estão disponíveis como sistemas de fábrica nos modelos Jeep Wagoneer, Grand Wagoneer e Jeep Grand Cherokee, a partir do ano-modelo 2022. A McIntosh também está disponível em alguns modelos do Jeep Grand Cherokee L (SUV de três fileiras, plataforma WL) a partir de 2021, um ano antes de Wagoneer ou GC serem lançados.

## Áudio marítimo
A McIntosh recentemente colaborou com o estaleiro Wally Yachts, sediado em Milão, marcando a primeira vez em que sistemas McIntosh foram empregados em aplicações marítimas.